# Crustospathula cartilaginea
Crustospathula cartilaginea är en lavart som beskrevs av Aptroot. Crustospathula cartilaginea ingår i släktet Crustospathula och familjen Ramalinaceae.   Inga underarter finns listade i Catalogue of Life.